# Municipio de Penn (condado de Lancaster)
El municipio de Penn (en inglés: Penn Township) es un municipio ubicado en el condado de Lancaster en el estado estadounidense de Pensilvania. En el año 2000 tenía una población de 7.312 habitantes y una densidad poblacional de 95.3 personas por km².

## Geografía
El municipio de Penn se encuentra ubicado en las coordenadas 40°12′00″N 76°22′35″O / 40.20000, -76.37639.

## Demografía
Según la Oficina del Censo en 2000 los ingresos medios por hogar en la localidad eran de $47,205 y los ingresos medios por familia eran de $49,620. Los hombres tenían unos ingresos medios de $37,075 frente a los $23,795 para las mujeres. La renta per cápita de la localidad era de $18,719. Alrededor del 4,4% de la población estaba por debajo del umbral de pobreza.